# Аннада (Міссурі)
Аннада (англ. Annada) — селище (англ. village) в США, в окрузі Пайк штату Міссурі. Населення — 14 осіб (2020).

## Географія
Аннада розташована за координатами 39°15′44″ пн. ш. 90°49′43″ зх. д. / 39.26222° пн. ш. 90.82861° зх. д. (39.262293, -90.828726).  За даними Бюро перепису населення США в 2010 році селище мало площу 0,16 км², уся площа — суходіл.

## Демографія
Згідно з переписом 2010 року, у селищі мешкало 29 осіб у 16 домогосподарствах у складі 7 родин. Густота населення становила 184 особи/км².  Було 27 помешкань (171/км²).
Расовий склад населення:
| - 96,6 % — білих - 3,4 % — чорних або афроамериканців |

До двох чи більше рас належало 0,0 %. Частка іспаномовних становила 0,0 % від усіх жителів.
За віковим діапазоном населення розподілялося таким чином: 10,3 % — особи молодші 18 років, 79,4 % — особи у віці 18—64 років, 10,3 % — особи у віці 65 років та старші. Медіана віку мешканця становила 45,5 року. На 100 осіб жіночої статі у селищі припадало 222,2 чоловіків;  на 100 жінок у віці від 18 років та старших — 225,0 чоловіків також старших 18 років.
Середній дохід на одне домашнє господарство  становив 28 028 доларів США (медіана — 23 750), а середній дохід на одну сім'ю — 36 900 доларів (медіана — 28 750). Медіана доходів становила 26 250 доларів для чоловіків та 23 750 доларів для жінок. За межею бідності перебувало 23,8 % осіб, у тому числі 7,1 % дітей у віці до 18 років та 60,0 % осіб у віці 65 років та старших.
Цивільне працевлаштоване населення становило 16 осіб. Основні галузі зайнятості: виробництво — 43,8 %, будівництво — 31,3 %, освіта, охорона здоров'я та соціальна допомога — 12,5 %, оптова торгівля — 6,3 %.